# SHERLOC

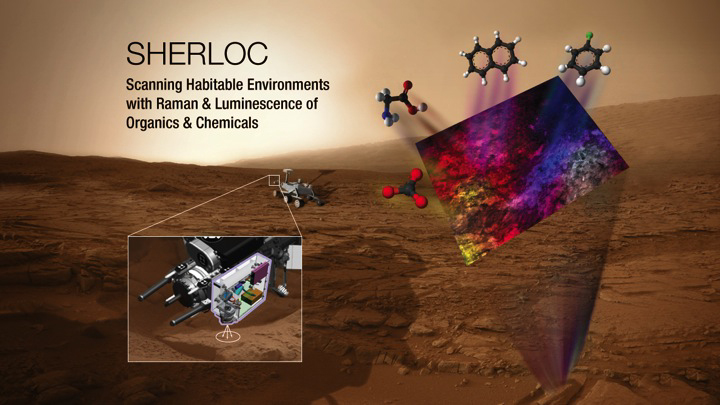
パーサヴィアランスローバー - SHERLOC

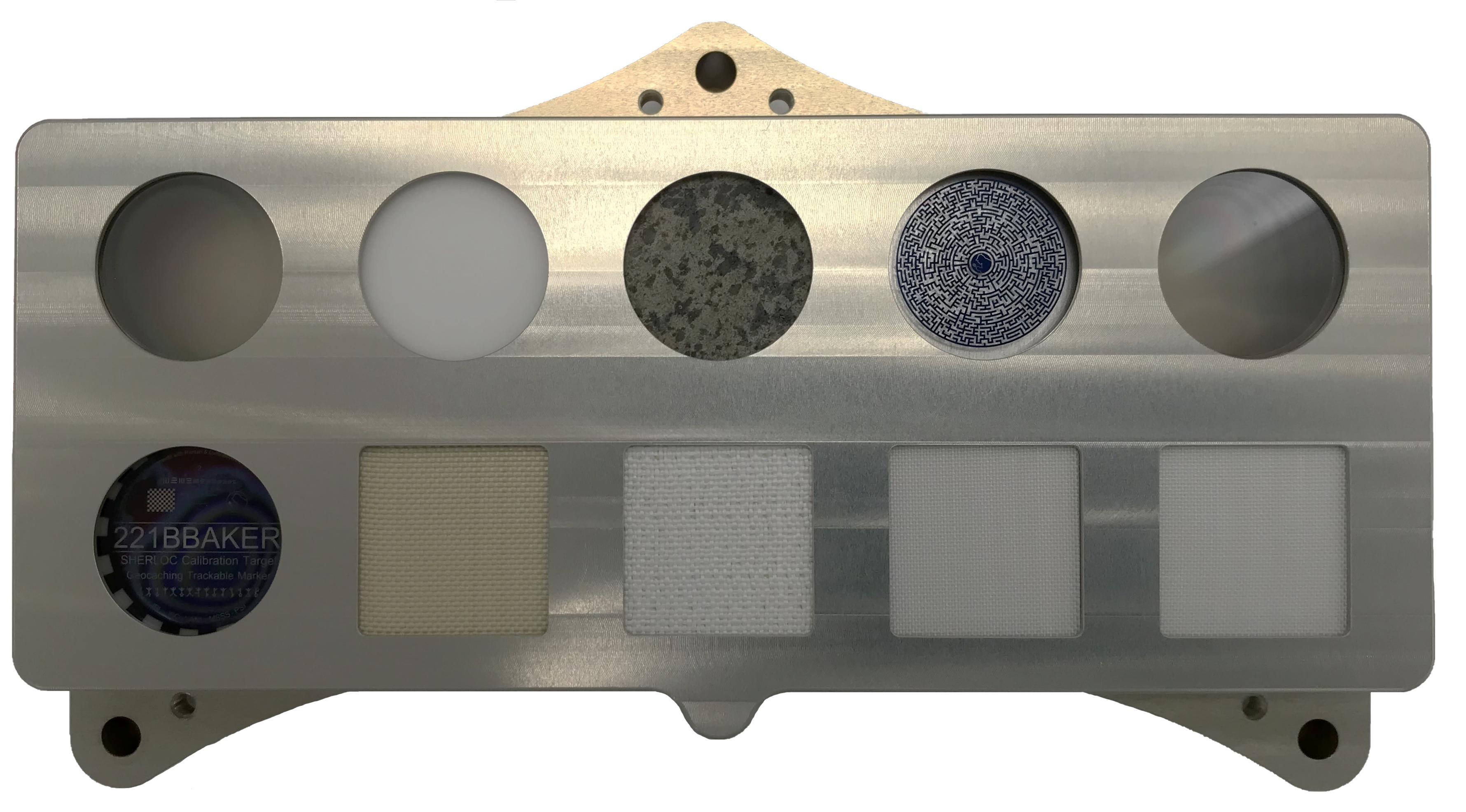
最上行の中央に火星隕石とパーサヴィアランスローバーに乗っSHERLOCの較正ターゲット

有機物と化学物質のラマンと発光による居住可能な環境のスキャン（英語: Scanning Habitable Environments with Raman and Luminescence for Organics and Chemicals（ SHERLOC ））は、マーズ2020ミッションの一環として、パーサヴィアランスローバー用に設計された紫外線ラマン分光計。ファインスケールイメージングと紫外線（UV）レーザーを使用して、ファインスケール鉱物を決定し、有機化合物を検出する。ジェット推進研究所で製造され、主要なサブシステムはマリン・スペース・サイエンス・システムズとロスアラモス国立研究所から提供された。主任研究者はルーサー・ビーグル、そして、副主任研究者はロヒト・バーティアである。
SHERLOCには、マーズスーツの可能性のある材料を使用したキャリブレーションターゲットがあり、火星表面環境でそれらが時間の経過とともにどのように変化するかを測定する。

## 目標
2017年の大学宇宙研究協会（USRA）のレポート
SHERLOC調査の目的は、次のとおり
- サンプルの居住性の可能性とその水系の履歴を評価する。
- 生命の主要な要素とエネルギー源（C、H、N、O、P、Sなど）の利用可能性を評価する。
- 火星の岩や露頭に保存されている潜在的な生命存在指標があるかどうかを判断する。
- 選択的なサンプルキャッシングのための有機および鉱物分析を提供する。

これを行うために、SHERLOCは次のことを行う。
- 火星の表面と地下近くの有機物と天文学的に関連する鉱物を検出して分類する。
- 7 x 7 mmのスポットで10-5〜10-6 w / wのバルク有機感度。
- <100µmで空間的に分解された10-2から10-4 w/wのファインスケール有機感度。
- 宇宙生物学的に関連する鉱物（Astrobiologically Relevant Mineral（ARM））の検出と、100µm未満の分解能への分類。　　　　　　　　　　　　— Beegle、L.W.、et al.、USRA（2017）[2]

## 建造
SHERLOCコンポーネントが配置されているローバーには3つの場所がある。 SHERLOCタレットアセンブリ（STA）は、ローバーアームの端に取り付けられ、STAには、分光法とイメージングのコンポーネントが含まれている。SHERLOC Body Assembly（SBA）はローバーシャーシに配置され、STAとMars2020ローバーの間のインターフェイスとして機能する。SBAは、配電とともに、コマンドとデータの処理を処理する。SHERLOCキャリブレーションターゲット（SCT）は、ローバーシャーシの前面にあり、スペクトル標準を保持する。
SHERLOCは、イメージング要素と分光要素の両方で構成されている。それから遺産ハードウェアからなる2つの撮像コンポーネントがMSL火星ハンドレンズイメージャーの器具。 1つは、複数のスケールでカラー画像を生成できる再飛行を印刷するために構築されている。もう1つは、機器がサンプルのコンテキスト画像を取得し、SHERLOC調査の分光部分のレーザースポットにオートフォーカスできるようにするメカニズムとして機能する。
分光法では、NeCuレーザーを利用して、科学的に興味深いサンプルから特徴的なラマン光子と蛍光光子を生成できるUV光子（248.6 nm）を生成する。ディープUVレーザーは、コンテキストイメージャーと共同で照準を合わせ、オートフォーカス/スキャン光学システムに統合される。これにより、スペクトルシグネチャと表面テクスチャ、形態、および可視機能との相関が可能になる。コンテキストイメージャの空間分解能は30µmで、現在400〜500nmの波長範囲で動作するように設計されている。
カメラの1つは、運用およびエンジニアリング用の広角地形センサー（WATSON）